# King & Prince CONCERT TOUR 2019
『King & Prince CONCERT TOUR 2019』（キング アンド プリンス コンサート ツアー 2019）は、夏から秋にかけて行われた日本の男性アイドルグループKing & Princeの全国アリーナツアー。
2019年7月19日の横浜アリーナよりスタートし、同年10月20日の朱鷺メッセ 新潟コンベンションセンターでの公演をもって幕を閉じる、7会場32公演（追加4公演含む）というツアーとなった。

## 日程
公演日時・会場
- 7月19日・7月20日・7月21日 - 横浜アリーナ
  - 第1部 13:00 - / 第2部 17:30 -
- 7月26日・7月27日・7月28日 - ポートメッセなごや 3号館
  - 第1部 13:00 - / 第2部 17:30 -
- 8月3日・8月4日 - 大阪城ホール
  - 第1部 13:00 - / 第2部 17:30 -
- 8月10日・8月11日 - マリンメッセ福岡
  - 第1部 13:00 - / 第2部 17:30 -
- 8月24日・8月25日 - 真駒内セキスイハイムアイスアリーナ 
  - 第1部 13:00 - / 第2部 17:30 -
- 9月28日・9月29日 - セキスイハイムスーパーアリーナ
  - 第1部 13:00 - / 第2部 17:30 -
- 10月19日・10月20日 - 朱鷺メッセ 新潟コンベンションセンター
  - 第1部 13:00 - / 第2部 17:30 -

## 映像作品『King & Prince CONCERT TOUR 2019』
『King & Prince CONCERT TOUR 2019』（キングアンドプリンスコンサートツアー2019）は、King & Princeの2枚目のライブビデオ。2020年1月15日にJohnnys’Universe / ユニバーサルミュージックから発売された。
2019年7月から10月まで行われた全国ツアー「King & Prince CONCERT TOUR 2019」から、7月21日開催の横浜アリーナ公演を収録。
DVD/Blu-rayそれぞれに初回限定盤、通常盤が存在するため、計4種類で発売。ジャケットは初回限定盤、通常盤の2種類。

## 収録内容

### 本編映像
Disc 1
1. 君を待ってる
2. High On Love!
3. We are King & Prince!
4. Dance with me
5. Sha-la-laハジけるLove
6. Bounce To Night
7. Moon Lover
8. Lover's Delight
9. Big Bang  - 平野紫耀・髙橋海人
10. Letter - 岸優太・永瀬廉・神宮寺勇太
11. Glass Flower
12. 描いた未来 〜たどり着くまで〜 - Prince
13. Prince Princess - Prince
14. Hello!!!ハルイロ
15. サマー・ステーション
16. koi-wazurai
17. 別々の空
18. 君に ありがとう
19. マホロバ
20. THE DREAM BOYS - Mr.KING
21. OH! サマーKING - Mr.KING
22. Funk it up
23. Memorial
24. Naughty Girl
25. Spark and Spark
26. FEEL LIKE GOLD
27. Super Duper Crazy
28. Oh My Girl
29. King & Prince, Queen & Princess
30. シンデレラガール
31. 風に乗れ
32. ゴールデンアワー
33. koi-wazurai

### 特典映像

#### 初回限定盤
Disc 2
1. King & Prince CONCERT TOUR 2019 Document
2. King & Prince CONCERT TOUR 2019 ヴィジュアルコメンタリー

#### 通常盤
Disc 2
1. ソロアングルライブ映像
  1. koi-wazurai
  2. シンデレラガール

## チャート成績
初週売上はDVDが14.9万枚、Blu-rayが16.9万枚で「オリコン週間DVDランキング」および「オリコン週間Blu-rayランキング」ともに初登場1位を獲得。前作『King & Prince First Concert Tour 2018』に続き2作連続でDVDとBlu-ray同時に1位を達成した他、音楽作品のDVDとBDを合計した「ミュージックDVD・BDランキング」でも前作を上回る31.8万枚となり、1位を獲得。また、1st音楽映像作品から2作続けてDVDとBlu-rayの売上が10万枚を超え、DVDとBlu-rayの合計初週売上が20万枚超えとなったのは史上初である。